# Útvarp Føroya
Útvarp Føroya (/ˈʉutvaɻp ˈfœɹja/), en abrégé ÚF, est une station de radio publique féroïenne, appartenant au groupe Kringvarp Føroya. Lancée le 6 février 1957, elle dessert les presque 50 000 habitants de ce petit archipel ayant le statut de territoire autonome du Danemark. Station de format généraliste, elle diffuse des informations, des services pratiques, des magazines, du sport (y compris des sports traditionnels, comme les courses d'aviron féroïennes, dites kappróður) et de la musique (Hit-parade ou 15 tær bestu, c'est-à-dire « Les 15 meilleurs »). Elle est diffusée aussi bien en modulation de fréquence (FM) qu'en modulation d'amplitude, et peut également être écoutée en streaming sur internet.
Útvarp Føroya est, tout comme Sjónvarp Føroya (« Télévision féroïenne »), une des composantes du groupe de radio-télévision public des Îles Féroé, Kringvarp Føroya, formé en 2005. La station a son siège dans un bâtiment moderne de Tórshavn, dessiné par l'architecte Jákup Pauli Gregoriussen. Elle a une mission de service public et est subordonnée au ministère féroïen de la culture. La plupart des émissions de la station sont diffusées en féroïen, une langue appartenant au rameau occidental des langues scandinaves.
Útvarp Føroya dispose d'un réseau de quinze émetteurs FM et d'un émetteur en modulation d'amplitude, qui lui permettent d'être reçue dans l'ensemble de l'archipel sans difficultés majeures. Le journal est repris en métropole par DR Nordvestsjælland (modulation d'amplitude, 1 062 kHz)